# 280'erne
Århundreder: 2. århundrede – 3. århundrede – 4. århundrede
Årtier: 230'erne 240'erne 250'erne 260'erne 270'erne – 280'erne – 290'erne 300'erne 310'erne 320'erne 330'erne
År: 280 281 282 283 284 285 286 287 288 289